# Ulota scotica
Ulota scotica là một loài Rêu trong họ Orthotrichaceae. Loài này được Stirt. miêu tả khoa học đầu tiên năm 1905.